# Senta Orsa
Senta Orsa (en francès Sainte-Orse) és un municipi francès situat al departament de la Dordonya i a la regió de la Nova Aquitània.

## Demografia
| 1962                                       | 1968 | 1975 | 1982 | 1990 | 1999 | 2007 |
| ------------------------------------------ | ---- | ---- | ---- | ---- | ---- | ---- |
| 527                                        | 486  | 460  | 404  | 372  | 358  | 372  |
| Des de 1962: població sense dobles comptes |      |      |      |      |      |      |

## Administració
| Període   | Identitat      | Partit |
| --------- | -------------- | ------ |
| 1978-2001 | Guy Mespoulède |        |
| 2001-     | Camille Géraud |        |